# Euphrasia merrillii
Euphrasia merrillii är en snyltrotsväxtart som beskrevs av Du Rietz. Euphrasia merrillii ingår i släktet ögontröster, och familjen snyltrotsväxter. Inga underarter finns listade i Catalogue of Life.